# Comitê Coreano de Tecnologia Espacial

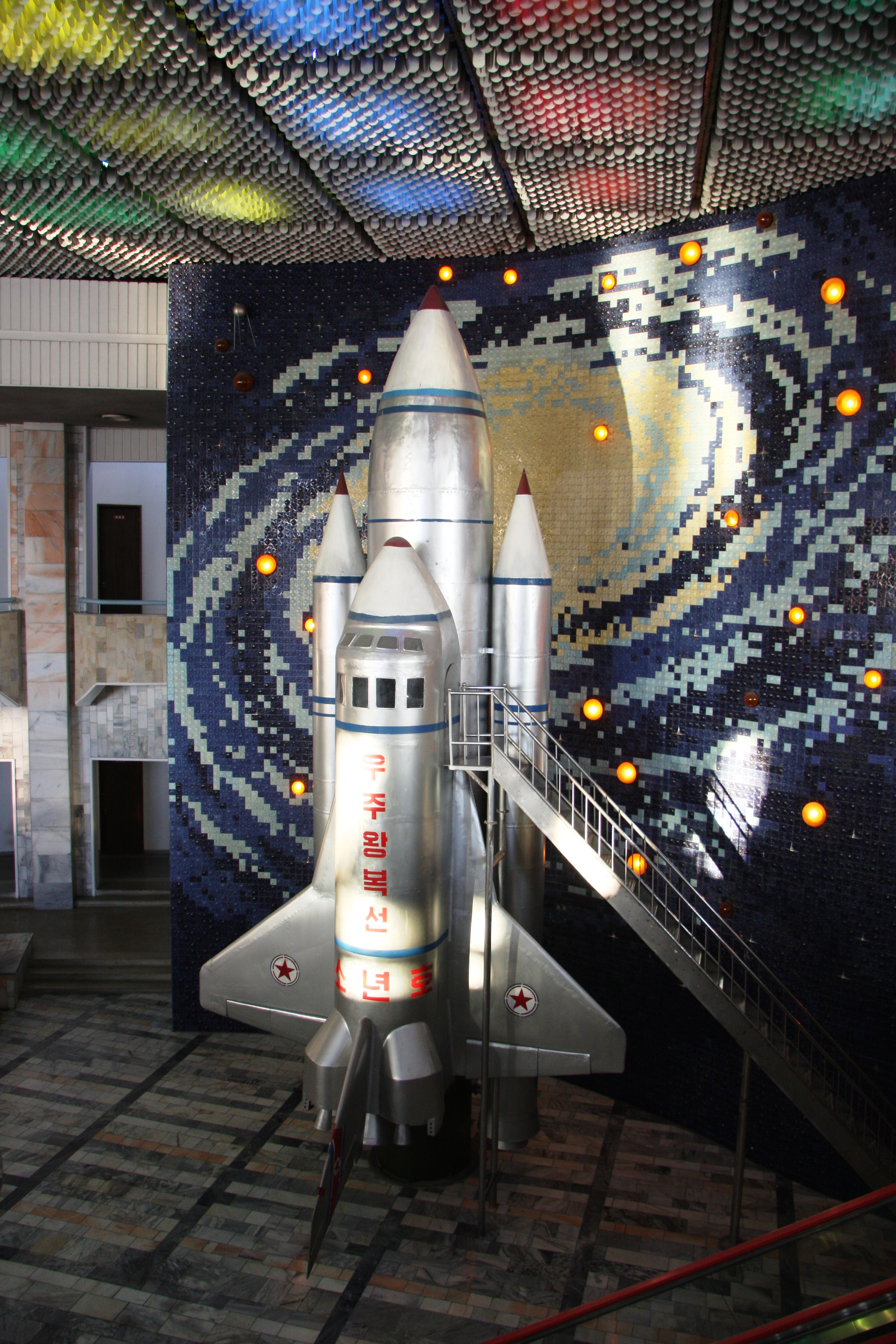
Uma maquete de uma nave espacial semelhante a um ônibus espacial na Coréia do Norte.

O Comitê Coreano de Tecnologia Espacial (CCTE, Chosŏn'gŭl : 조선 우주 공간 기술 위원회,  hancha: 朝鮮宇宙空間技術委員會) é uma agência ligada ao governo da Coreia do Norte, responsável pelo programa espacial norte-coreano. 

## História
Escassas informações estão disponíveis publicamente sobre essa agência. Ele é conhecido por ter sido fundado em algum momento de 1980 e, provavelmente, está ligado ao Departamento de Orientação de Artilharia das Forças Armadas da Coreia do Norte. O CCTE é responsável por todas as operações relativas a exploração espacial e construção de satélites. Em 12 de março de 2009 a Coreia do Norte assinou o Tratado do Espaço Exterior e da Convenção de Registro, após uma declaração anterior de preparativos para o lançamento de um novo satélite.